# Marija Naveršnik
Marija Naveršnik, slovenska violinistka.
Študij violine je končala v razredu prof. Monike Skalar na Akademiji za glasbo v Ljubljani, izpopolnjevala pa se je pri priznanih pedagogih Čugajevi, Igorju Ozimu in Dori Schwarzberg. Od leta 1997 je članica Simfoničnega orkestra RTV Slovenija, poleg tega pa je članica Godalnega kvarteta Enzo Fabiani in Kvinteta Adamsi. Violino poučuje violino na vrhniški glasbeni šoli.  